# Долгий путь в школу
«Долгий путь в школу» (нем. Der lange Ritt zur Schule) — детский фильм 1982 года производства ГДР, снятый режиссёром Рольфом Лозански на основе рассказа Герхарда Хольца-Баумерта. Фильм пародирует различные сцены из вестернов, снятых кинокомпанией DEFA.

## Сюжет
Пионер Алекс Хоффманн — чемпион школы по лёгкой атлетике и к тому же сообразительный и мечтательный мальчик. На школьном собрании в числе прочих учеников директор школы делает ему замечание за систематические опоздания на занятия. При этом директор почему-то умалчивает о спортивных достижениях мальчика, вызывая у Алекса раздражение. Учитель физкультуры возлагает на мальчика большие надежды на будущих спортивных соревнованиях, на которых враги Алекса — старшеклассники из другой школы, попытаются превзойти его и завоевать для своей школы золотые медали.
На утро следующего дня, как и всегда, Алекс отправляется в школу вместе со своей подругой Марен. Каждый раз по дороге в школу Алекс на своём пути находил что-нибудь интересное. Что и служило причиной его частых опозданий на занятия. На этот раз в преддверии спортивных соревнований, на которых Алексу предстоит защищать честь школы, мальчик вообразил, что бандиты хотят завладеть золотыми медалями будущих соревнований. Велосипед Алекса превращается в мустанга, на котором он в своём воображаемом мире переносится на Дикий Запад, где ему предстоит оберегать от плохих людей золотые медали спартакиады. А помогать ему в этом будут его друзья — благородные ковбои и индеец по прозвищу «Ястребиный коготь». После нападения на гужевую повозку, перевозящую медали, бандиты присваивают себе добычу. В салуне, куда бандиты пришли с награбленным, Алексу с помощью верного друга-индейца удаётся наказать злоумышленников и вернуть золотые медали.
Алекс так увлёкся приключениями, что он и Марен в очередной раз опоздали на занятия. На чём и были пойманы директором школы.

## В ролях
- Франк Трэгер — Алекс Хоффманн
- Ирис Рифферт — Марен
- Клаус Пионтек — директор школы Дуфт (Дуст)
- Барбара Шницлер — учительница Шиндлер
- Дитер Франке — школьный завхоз
- Фриц Маркварт — возничий Крюгер
- Гойко Митич — учитель физкультуры / «Ястребиный коготь»
- Клаус Манхен — «Буйвол»
- Гюнтер Шуберт — отец Алекса
- Эллен Хелльвиг — мать Алекса
- Рольф Хоппе — траппер, хороший
- Альфред Штруве — первый хороший
- Йорг Панкнин — хороший
- Дитер Ягер — хороший
- Петер Скарке — хороший
- Леон Немчик — злой
- Фред Дельмар — злой
- Хартмут Бир — злой
- Герхард Рахольд — злой
- Детлеф Бирштедт — злой

## Особенности
Гойко Митич пародирует в этом фильме роль индейца, с которой он стал знаменитым в вестернах кинокомпании DEFA.
Фильм мастерски переплетает две реальности: «реальность» фильма и фантазийный мир Алекса, где каждый его смелый шаг в воображаемом пространстве находит непосредственное отражение в обыденной жизни, неизменно возвращая зрителя к исходной плоскости действительности.

## Критика
В «Фантазийной рассказанной современной сказке», где «прыжки» между сном и реальностью создают бесконечную петлю, повествование ненавязчиво ставит под сомнение не только поведение персонажей на экране, но и саму природу восприятия реальности.— Lexikon des internationalen Films

## Литературный источник
Gerhard Holtz-Baumert: Des lange Ritt zur Schule. In: Die Katze sitzt im Fliederbaum. Ein Jahrbuch für Kinder. Harausgegeben von Hilga Cwojdrak und Katrin Pieper, Kinderbuchverlag Berlin 1977